# Little Sodbury
Little Sodbury is een civil parish in het bestuurlijke gebied South Gloucestershire, in het Engelse graafschap Gloucestershire met 113 inwoners.